# Erucasäureamid
Erucasäureamid ist eine chemische Verbindung aus der Gruppe der Carbonsäureamide.

## Vorkommen
Erucasäureamid ist ein Fettsäureamid, wie Oleamid und Anandamid, das rezeptorvermittelt andere physiologische Funktionen moduliert. Die genauen biologischen Funktionen von Erucamid sind noch nicht geklärt, aber es ist bereits bekannt, dass es die Angiogenese stimuliert. Die Erucamid-Konzentrationen wurden in den Körperorganen des Schweins bestimmt. Der Blutplasmaspiegel betrug 3 ng/g, und die Konzentrationen in Lunge, Niere, Leber und Gehirn lagen bei 12, 2,5, 1,0 bzw. 0,5 ng/g. Erucamid war im Darm nicht nachweisbar, aber es ist bekannt, dass es in der Zerebrospinalflüssigkeit vorhanden ist.

## Gewinnung und Darstellung
Erucasäureamid kann durch Reaktion gereinigter Erucasäure bei erhöhten Temperaturen und Druck mit Ammoniak hergestellt werden.
Ein anderes Verfahren zur Synthese des Amids besteht in der Umesterung des Fettsäureglycerids mit Methanol und der anschließenden Behandlung des Methylesters mit Ammoniak, ohne dass Druck angewendet werden muss. Bei diesem Verfahren entsteht ein unerwünschtes Nebenprodukt, da es einen Teil des Methylesters enthält, der dem Material Weichheit und Klebrigkeit verleiht. Außerdem bildet sich bei diesem Verfahren aus der natürlich vorkommenden cis-Form auch die trans-Form.

## Eigenschaften
Erucasäureamid ist ein brennbarer, schwer entzündbarer, weißer, geruchloser Feststoff, der praktisch unlöslich in Wasser ist.

## Verwendung
Erucasäureamid ist ein migrationsförderndes Additiv, das üblicherweise in Polyolefin-Folien eingesetzt wird, um deren Reibungskoeffizienten (COF) zu senken, eine gute Eigenschaft für Hochgeschwindigkeitsverpackungen.
Es wird hauptsächlich als Zusatzstoff zur Veränderung der physikalischen Eigenschaften von Polyethylen, Polypropylen und anderen Polymeren verwendet.